# Giongo (torrente)
Il torrente Giongo (o Gionco) è un corso d'acqua della provincia di Bergamo. 
Nasce a sud del Canto Alto (Forcella di Camblì), a nord del capoluogo e confluisce dopo 4 km da sinistra nel Brembo a Botta di Sedrina. Percorre la valle omonima, attraversando i comuni di Sorisole, Villa d'Almè e Sedrina. Per metà del suo corso fa da confine nord del Parco dei Colli di Bergamo.
La valle del Giongo non è attraversata da strade di scorrimento né urbanizzata, ed è pertanto considerata uno dei luoghi di maggiore interesse naturalistico delle basse Orobie nei pressi di Bergamo.